# Ola (Arkansas)
Ola – miasto w Stanach Zjednoczonych, w stanie Arkansas, w hrabstwie Yell.